# Santiago Calatrava
Santiago Calatrava Valls (Valencia, 28 juli 1951), kortweg Calatrava, is een Spaanse architect en civiel ingenieur. Hij is bekend vanwege het ontwerp van vele oriëntatiepunten wereldwijd, in het bijzonder bruggen, waarin op innovatieve wijze constructief ontwerp met architectuur gecombineerd wordt.

## Loopbaan
Calatrava studeerde af aan het Instituut voor architectuur in Valencia (1974) en als ingenieur aan het Instituut voor Technologie (ETH) in Zürich (1981). In datzelfde jaar vestigde hij zijn eerste kantoor in Zürich. In 1989 opende hij een kantoor in Parijs, in 1991 in Valencia en in 2004 in New York.
Door de combinatie van constructieleer en architectuur kan Calatrava in beide richtingen gemakkelijk zijn weg vinden. Hij creëert veel vernieuwende werken met oog voor zowel de vormgeving als de constructie. Aan de andere kant krijgt hij veel kritiek vanwege ontsporende budgetten en bouwtermijnen en een lage functionaliteit en lage klanttevredenheid. Zijn architectuurstijl zou als neofuturisme omschreven kunnen worden.
In 1979 won hij de Auguste Perret Award omdat hij de kwaliteit van Perrets werk op het gebied van constructies opnieuw leven inblies, en omdat hij opnieuw de nadruk legde op het belang van het hebben van een basisconstructie om een uiteindelijke vorm te creëren.

## Kritiek
De projecten van Calatrava zijn controversieel. De vier voornaamste redenen zijn: de hoge budgetten (die doorgaans verdrie- of verviervoudigd worden tijdens de bouw), de hoge onderhoudskosten, de gelijkenissen tussen zijn projecten en de constructieve en functionele gebreken. Voorbeelden zijn legio: de glazen tegels van de voetgangersbrug Zubizuri in Bilbao breken regelmatig (600 in tien jaar; kosten voor de gemeente: 300.000 euro) en worden glad bij regen. De luchthaven van Bilbao heeft geen overdekte wachtruimte, wat met het plaatselijke, regenachtige weer problemen oplevert. Ook in Spanje kostte het Paleis van de Kunsten in Valencia meer dan vier keer het oorspronkelijk gebudgetteerde bedrag van 100 miljoen euro. In datzelfde Valencia kostte de Stad van de Kunst en de Wetenschap 1,3 miljard euro. In 2013 had Calatrava ruzie met de regering van de regio Valencia: verschillende ernstige constructieve gebreken zijn geconstateerd aan het Paleis der Kunsten.
Calatrava werd in 1996 uitgekozen om een brug over de Canal Grande van Venetië te ontwerpen. Tijdens de bouw werden verscheidene constructieve veranderingen doorgevoerd wegens de mechanische instabiliteit en het hoge gewicht van de brug, waardoor de oevers van het kanaal konden inzakken. Dit project werd in tien jaar tijd acht keer doorgelicht door verschillende auditbureaus en de kostprijs van het project viel driemaal hoger uit dan het oorspronkelijke budget. In 2008 werd de brug uiteindelijk voltooid; de burgemeester besloot deze niet feestelijk in te wijden wegens de vele discussies rond het bouwwerk. In 2013 werd Calatrava door het Italiaanse Rekenhof aansprakelijk gehouden voor het toebrengen van "schade" aan de openbare schatkist. De kosten voor het onderhoud van de brug zijn disproportioneel en het Rekenhof spreekt daarom van een structurele en chronische disfunctie van de brug.
De algemene kritiek op het werk van Calatrava werd in 2009 weergegeven in de Amerikaanse krant The New York Times, in een artikel over zijn project voor het vervoersknooppunt op Ground Zero. De krant schreef over de "opvallende discrepantie tussen de extravagantie van de architectuur en de bescheiden functie ervan". Na vier jaar, in 2013, kwam dezelfde krant tot de conclusie dat het project al dubbel zoveel heeft gekost, na zes jaar vertraging nog niet af was en vele constructieve en functionele problemen kende. Het station Luik-Guillemins kreeg soortgelijke kritiek wegens ontspoorde budgetten en het "megalomane karakter" van het bouwwerk. Ook in Spanje kreeg Calatrava veel kritiek om dezelfde redenen.
Ten slotte krijgt hij ook kritiek om de fiscale 'constructies' die hij opzet: zijn bedrijf werkt vanuit Zwitserland waardoor het belastingvrij kan opereren in de landen waar de bouwwerken worden gerealiseerd.

## Bouwwerken

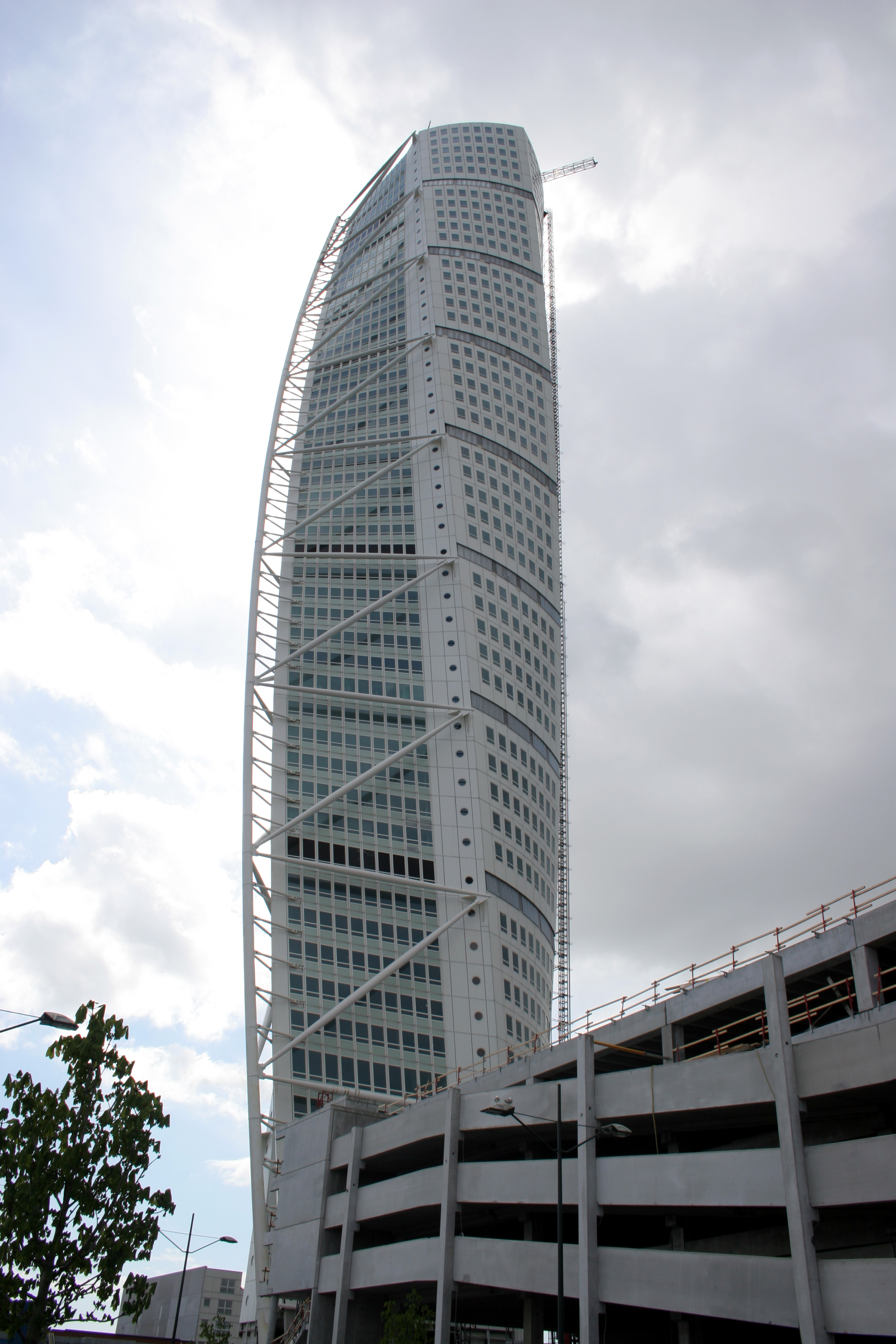
De Turning Torso in Malmö

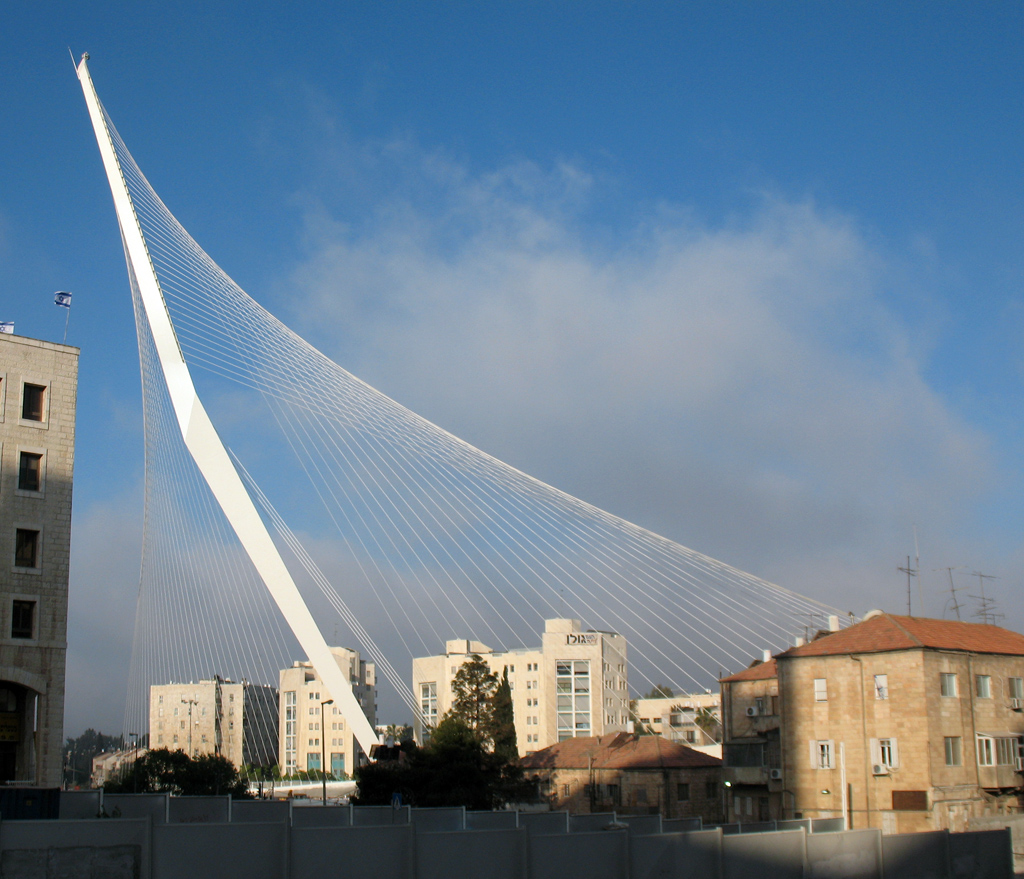
De Snarenbrug in Jeruzalem, mei 2008

### Gebouwen
- 1983: Bahnhof Zürich Stadelhofen, Zürich
- 1986: Tabourettli Theater, Bazel
- 1987: BCE Place, Toronto
- 1989: de Telecommunicatietoren van Montjuïc te Montjuic, Barcelona. Zendmast bij het Olympisch Stadion.
- 1989: Station Lyon-Saint-Exupéry TGV, Lyon
- 1989: Notfallzentrale, Sankt Gallen
- 1991: Opera House, Tenerife
- 1991: Alameda Metro Station, Valencia
- 1991: Ciutat de les Arts i les Ciències, Valencia
- 1992: YORK - Shadow Machine, New York
- 1993: Gare do Oriente, Lissabon
- 1994: Uitbreiding Milwaukee Art Museum, Milwaukee Verenigde Staten
- 1996: Operahuis Palau de les Arts Reina Sofia, Valencia
- 1998: Bodegas Ysios, Laguardia, Spanje)
- 1999: Turning Torso (torenflat), Malmö
- 2000: Aeropuerto de Bilbao, Bilbao
- 2001: Milwaukee Art Museum, Milwaukee
- 2001: Olympisch Park van Athene, 2004. Onder meer:

- Overkapping van het Olympisch Stadion
- Overdekte wielerbaan
- 2003: 80th South Street Tower, New York
- 2003: Auditorio de Tenerife, Santa Cruz de Tenerife
- 2004: Bibliothekseinbau: herinrichting van de bibliotheek van de Universiteit van Zürich in Zwitserland
- 2008-2009: Technion Obelisk, Haifa
- 2009: Station Luik-Guillemins
- 2009: Caja Madrid Obelisk, Madrid
- 2011: Palacio de Congresos, Oviedo
- 2013: Station Mediopadana AV Reggio Emilia
- 2014: Florida Polytechniek Universiteit, Lakeland, Florida
- 2015: Museu do Amanhã, Rio de Janeiro
- 2016: WTC Path Terminal/ Oculus, New York
- 2022: St. Nicholas National Shrine at the World Trade Center, New York
- 2024: Station Bergen (oorspronkelijke openingsdatum 2015)

#### In aanbouw
- 2025: Dubai Creek Tower (oorspronkelijke openingsdatum 2021)

#### Bouw stopgezet
- 2009: Campus Maastricht

### Bruggen
- 1988: Lusitania Brug, Mérida
- 1992: Puente del Alamillo, Sevilla (gebouwd voor Expo '92)
- 1994: Zubizuri, Bilbao
- 1996: Brug van Europa, Orléans
- 1996: Piazzale Roma Brug, Venetië
- 1996: Kronprinzenbrücke, Berlijn
- 1998: Puente de la Mujer voetgangersbrug, Buenos Aires
- 1999: Calatravabruggen, Haarlemmermeer (Harp, Citer en Luit)
- 2003: James Joyce brug over de Liffey in Dublin
- 2004: Sundial Bridge, Redding (Californië)
- 2005: De brug die het Ovnat winkelcentrum en het Rabin medisch centrum verbindt, Petah Tikva, Israël
- 2007: 3 bruggen over de A1-autosnelweg en HST-spoorweg in Reggio Emilia, Italië
- 2007-2012: Margaret Hunt Hill Bridge, Dallas
- 2007: Ponte della Costituzione over het Canal Grande Venetië
- 2008: Snarenbrug in het westen van Jeruzalem
- 2009: Samuel Beckett brug over de Liffey in Dublin
- 2012: Vredesbrug: een voetgangersbrug over de Bow-rivier in Calgary

## Prijzen
- 1992: London Institution of Structural Engineers Gouden Medaille
- 1993: August Perret Award
- 1993: Toronto Municipality Urban Design Award
- 1996: Gouden Medaille voor exelentie in de Fijne Kunsten van het Ministerie van Cultuur uit Granada
- 1997: Honoris Causa graad uitgereikt door de Universiteit Delft
- 1999: Prince of Asturias Award in Kunst
- 2000: Algur H. Meadows Award voor excellentie in de Kunst van de Meadows School of the Arts, Southern Methodist University
- 2004: James Parks Morton Interfaith Award van de Interfaith Center of New York
- 2005: American Institute of Architects Gold Medal
- 2006: Eugene McDermott Award in de Kunsten van de Raad voor de Kunsten van MIT (Massachusetts Institute of Technology)
- 2006: Ere-Ingenieur van het Rensselaer Polytechnic Institute
- Erkenning als een wereldwijde leider voor de toekomst door het Wereld Economisch Forum in
- 2007: Ere-Ingenieur van Columbia University
- 2007: Spaanse Nationale Architectuur Award
- 2008: Doctor Philosophiae, Honoris Causa van Tel Aviv University, Israël
- 2008: Gran Cruz de la Orden de Jaume, Generalitat Valenciana, Spanje
- 2009: Golden Building Award, prijs ter ere van 50 jaar Batibouw, België
- 2009: Doctor honoris causa of Lettres van de Universiteit van Oxford, Groot-Brittannië
- 2009: ECCS European Steel Design Award tijdens de Europese Conventie voor staal, België
- 2010: Ereburger van de stad Luik
- 2010: Doctor honoris causa van de universiteit van Luik, België

## Galerij

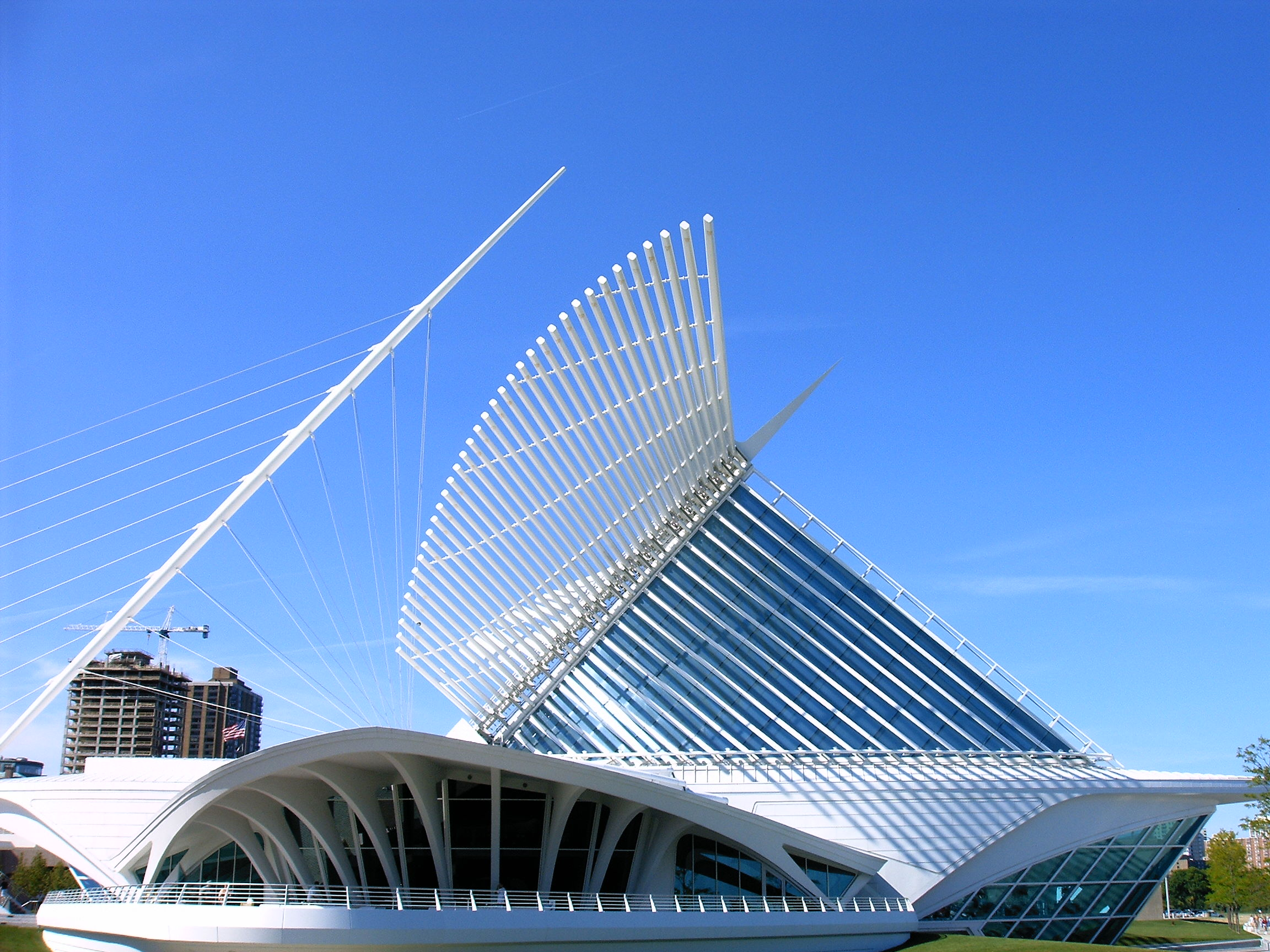
Milwaukee Art Museum
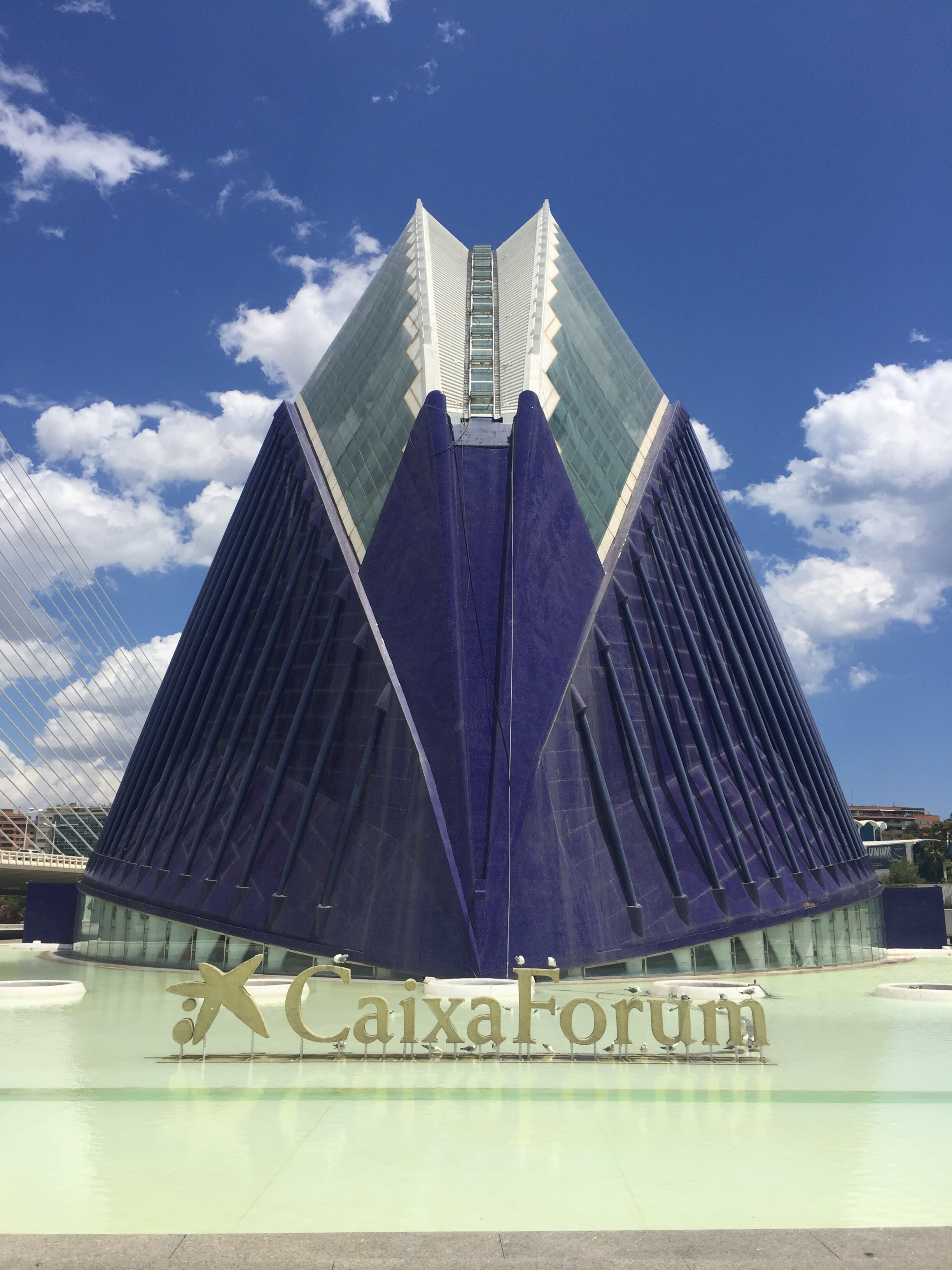
Caixa Forum Valencia
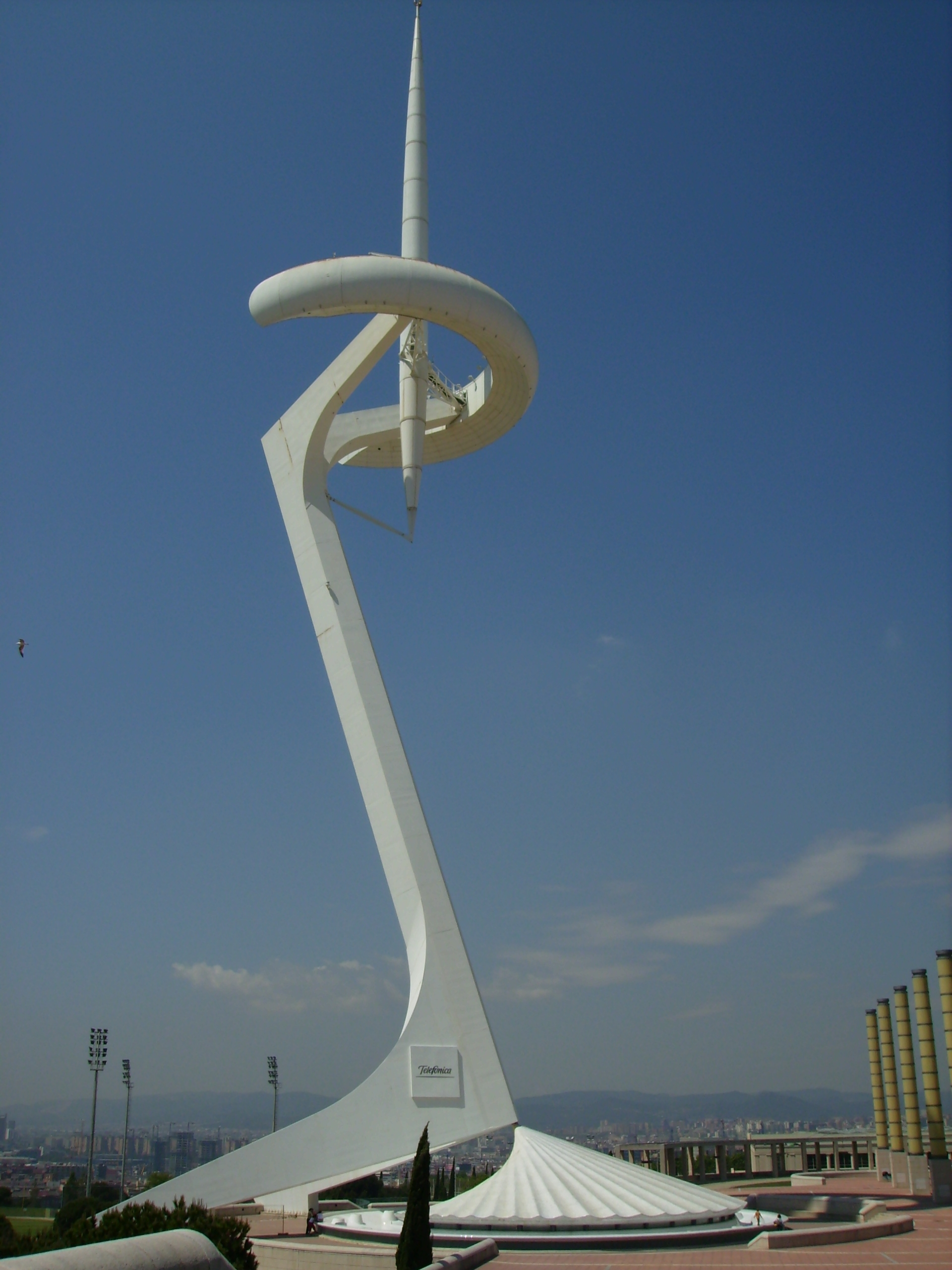
Torre de Comunicacions, Barcelona

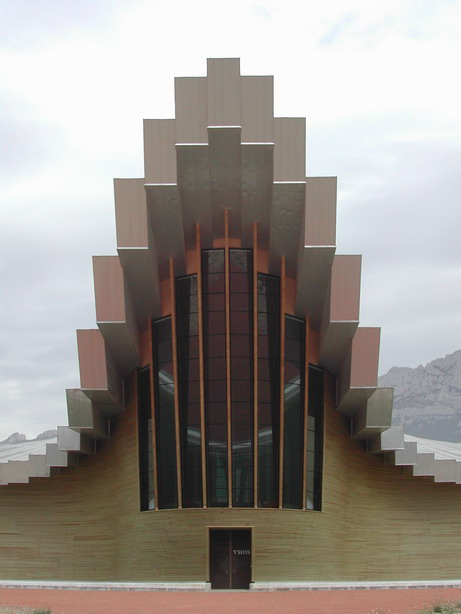
Ysios-wijnkelder in Laguardia
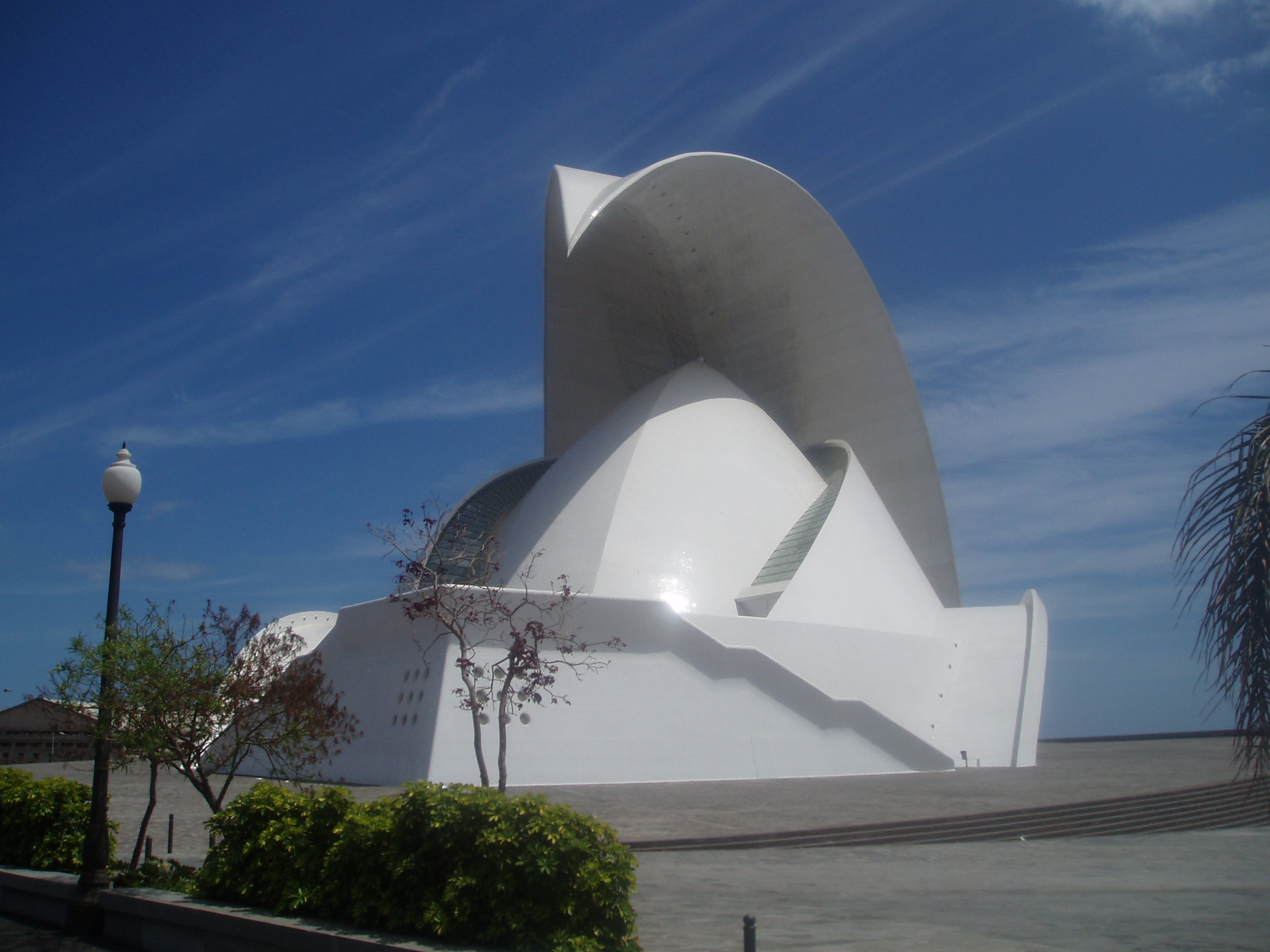
Auditorio de Tenerife, Santa Cruz de Tenerife Auditorium
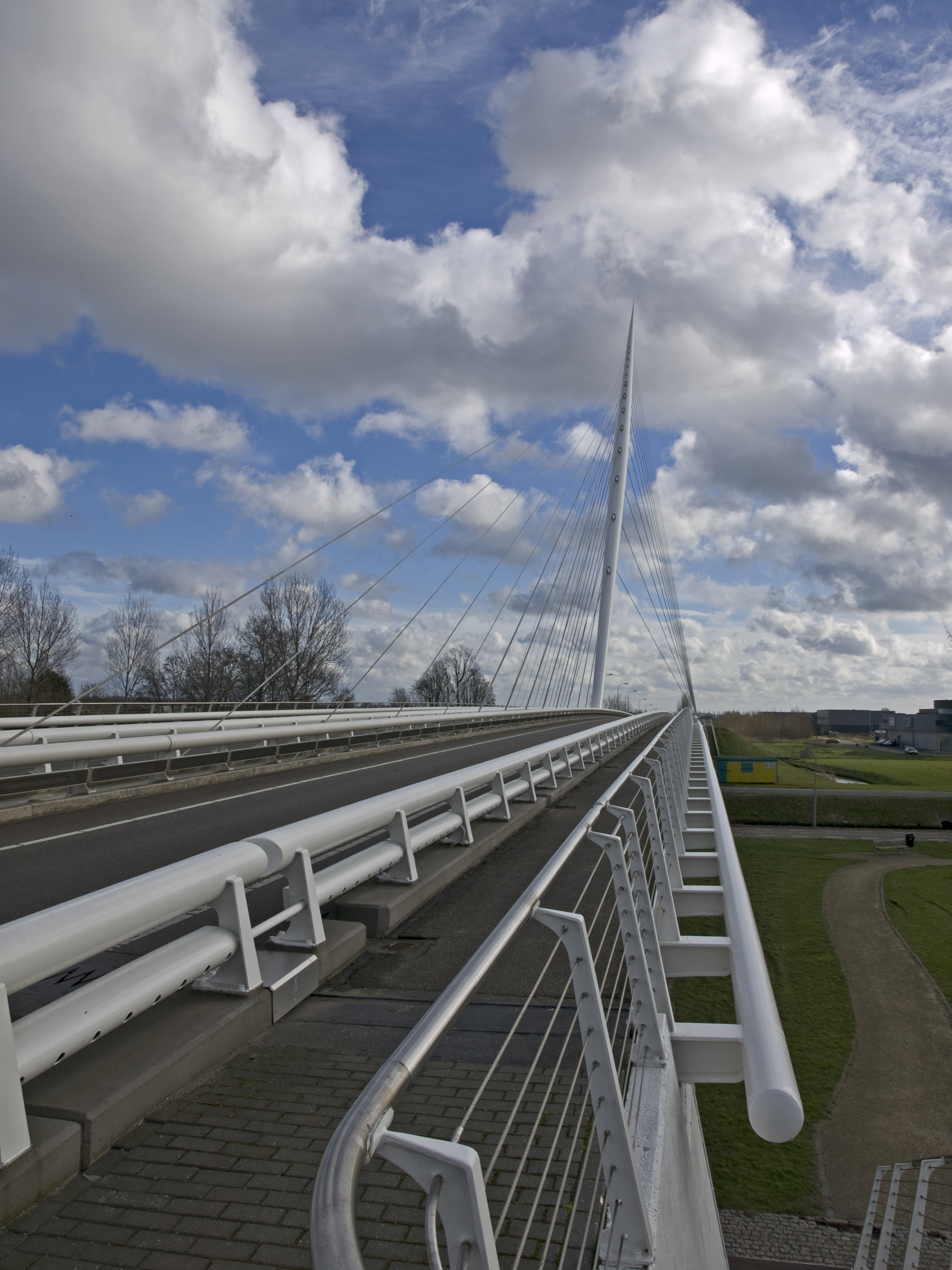
Toolenburgbrug, Hoofddorp